# Вајтвотер (Калифорнија)
Вајтвотер (енгл. Whitewater) насељено је место без административног статуса у америчкој савезној држави Калифорнија.

## Демографија
По попису из 2010. године број становника је 859.
| Група             | 2000.    | 2010.       |
| Белци             | 0 (0,0%) | 496 (57,7%) |
| Афроамериканци    | 0 (0,0%) | 37 (4,3%)   |
| Азијати           | 0 (0,0%) | 21 (2,4%)   |
| Хиспаноамериканци | 0 (0,0%) | 267 (31,1%) |
| Укупно            | 0        | 859         |